# Corella borealis
Corella borealis är en sjöpungsart som beskrevs av Traustedt 1886. Corella borealis ingår i släktet Corella och familjen högermagade sjöpungar. Inga underarter finns listade i Catalogue of Life.